# الأسرة المصرية الثالثة عشر
الأسرة الثالثة عشر المصرية القديمة (يرمز إليها بالأسرة XIII)، و غالبا ما يتم دمجها مع أسرات عصر الدولة الوسطى (XI وXII وXIV). إلا أن بعض الكتاب يفضلون أن يقوموا بفصلها عن هذه الأسرات وإلحاقها بأسرات عصر الإنتقال الثاني بدايةً من الأسرة XIV وإنتهاءً بالأسرة XVII. ونجد أن هذه الأسرة (XIII) استمرت في الحكم بدايةً من عام 1803 قبل الميلاد تقريباً حتى حوالي 1649 قبل الميلاد (أي لمدة 154 عاماً).
تعتبر الأسرة الثالثة عشر إمتداداً مباشراً للأسرة الثانية عشر التي سبقتها، حيث يعتقد أن أول من حكمها هو ابن الملك أمن-م-حات الرابع. ويقترح Kim Ryholt أن خط التماس بين تلك الأسرتين يعكس إعتلاء الأسرة الرابعة عشر حكم شرق الدلتا بشكل مستقل حيث أن هذا الأمر قد حدث أثناء حكم الملكة سبك-نفرو. وبإعتبار أن الأسرة الثالثة عشر هم الورثة المباشرين للأسرة الثانية عشر، فإن ملوكها إتخذوا «إيثت تاوي» بالقرب من الفيوم مقراً لحكم مصر الوسطى ومصر العليا حتى الشلال الثاني جنوباً. وقد تضائلت قوة الأسرة الثالثة عشر بشكل تدريجي على مدى 150 عاماً من وجودها في الحكم وإنتهت بغزو حكام الهكسوس لمنف عام 1650 قبل الميلاد، الذين شكلوا الأسرة الخامسة عشر.

## ملوك الأسرة الثالثة عشر
ملوك هذه الأسرة حوالي سبعين ملكا، وقد فقد الجزء الخاص بملوك هذه الأسرة من أهم المصادر وهي بردية تورين وما وصل إلينا عبارة عن قطع ممزقة بها ملوك الجزء الأول من هذه الأسرة.
| الاسم              | اسم التتويج       | فترة الحكم            | ملاحظات                                                |
| ------------------ | ----------------- | --------------------- | ------------------------------------------------------ |
| سوبك حتب الأول     |                   | 1786 - 1763 ق.م       | عاش في مصر منذ قرابة 3800 عام                          |
| حور أويبري         | أتوت إب رع        | 1760 ق.م              | حكم لمدة سبعة شهور                                     |
| سوبك حتب الثاني    |                   | (1782–1550 ق.م)       | الفرعون الرابع في الأسرة                               |
| خنجر اوسركاف       |                   | (1782–1550 ق.م)       |                                                        |
| سوبك حتب الثالث    | سحم رع سواز تاوى  | 1745 ق.م.             | والده يدعى منتوحتب ووالدته تدعى أوهت آبو.              |
| نفر حتب الأول      | خع سخم رع         | 1741 ق.م. – 1730 ق.م. | حكمه أمتد مدة 11 عاما                                  |
| سوبك حتب الرابع    | خع نفر رع         | 1730 ق.م. – 1720 ق.م. | حكم لمدة 10 سنوات.                                     |
| سوبك حتب الخامس    | خع عنخ رع         | 1720 ق.م.             | زوجته هي، ام حات، واسم أبنته الملكية وتدعى سبك ام حاب. |
| مر نفر رع اى       |                   | 1720 ق.م.             |                                                        |
| سوبك حتب الثامن    | مر حتب رع إني     | 1720 ق.م. – 1718 ق.م. | يعتقد المؤرخين أنه (سوبك حتب الثامن)                   |
| نفر حتب الثاني     |                   | 1680 ق.م - 1670 ق.م   |                                                        |
| انتف الرابع        |                   | سنة 1770 ق.م          | الملك الثاني من فراعنة الأسرة                          |
| انتف الخامس        |                   |                       | الملك الثالث والعشرين                                  |
| أمنمحات سنبف       |                   |                       |                                                        |
| سحتب إب رع         |                   |                       |                                                        |
| أموني إنيوتف       |                   |                       |                                                        |
| أمنمحات            |                   |                       |                                                        |
| وجاف               |                   | 1790 ق.م.             |                                                        |
| سمنخ كارع          |                   |                       |                                                        |
| نقر كارع           |                   |                       |                                                        |
| خنجر الثاني        |                   |                       |                                                        |
| سوبك حتب الخامس    | خع حتب رع         |                       |                                                        |
| أيع إبي            |                   |                       |                                                        |
| إيي                |                   |                       |                                                        |
| دودي مس الأول      |                   |                       |                                                        |
| نحسي               |                   |                       |                                                        |
| نب فاو رع          |                   |                       |                                                        |
| حتب أب رع          | سيامو حور نز حرتف |                       |                                                        |
| مر نفر رع اى       |                   |                       | أمتدت مدة حكم الملك مر نفر رع ثلاثة وعشرين عاما.       |
| أمنمحات سبك حتب    | سخم رع خوتاوى     |                       |                                                        |
| سعنخ تاوى          | سخم كا رع         |                       |                                                        |
| سخم رع خوتاوى      | بنتن              |                       |                                                        |
| سخم كا رع          | أمنمحات سنبف      |                       |                                                        |
| سزفا كا رع         | كاى أمنمحات       |                       |                                                        |
| خوتاوى رع          |                   |                       |                                                        |
| سنفراب رع (سنوسرت) | سنوسرت            |                       |                                                        |
| أمينى انتف أمنمحات |                   |                       |                                                        |
| حور اب شدت         | أمنمحات           |                       |                                                        |
| ستحب إب رع أمنمحات |                   |                       |                                                        |
| سا حتحور رع        |                   |                       |                                                        |
| سوبك حتب السادس    |                   |                       |                                                        |
| نفر حتب            | مر سخم رع         |                       |                                                        |
| سبك حتب            |                   |                       |                                                        |
| وسر كا رع          | خنزر (خنجرالأول)  |                       | حكم مصر أكثر من 4 سنوات                                |
| خنجر الثاني        | نى خع نى ماعت رع  |                       |                                                        |
| واح اب رع اع اب    |                   |                       |                                                        |
| سواز إن رع         | نب ارى راو        |                       |                                                        |
| زد نفر رع ددومس    | ددومس             |                       |                                                        |
| زد حتب رع ددومس    |                   |                       |                                                        |
| سواح إن رع         | سنب ميو           |                       |                                                        |
| زد عنخ رع          | منتو امر ساف      |                       |                                                        |
| من خعو رع سش اب    |                   |                       |                                                        |
| حتب أب رع          | سيامو حور نز حرتف |                       |                                                        |

عادة ما يتم وصف عصر هذه الأسرة في النصوص المتأخرة بعصر الإضطرابات والفوضى. وعلى الرغم من ذلك فربما يكون ذلك العصر أكثر هدوئاً مما كان يُعتقد سابقاً، حيث أن الحكومة المركزية في «إيثت-تاوي» بالقرب من الفيوم واصلت تماسكها خلال معظم فترات عصر هذه الأسرة وظلت البلاد في إستقرار نسبي. إلا أن عصر هذه الأسرة إتسم بلا شك بأنه عصر الإنحدار، فعدد ملوكها كان عددا كبيراً ذو فترات حكم قصيرة، ولم يتركوا ورائهم إلا عددا قليلاً من الآثار الدالة عليهم. ومن الواضح أنهم لم يكونوا من سلالة واحدة، فضلاً عن أن بعضهم إنحدروا من عامة الشعب. ولسوء الحظ فإنه من الصعب تحديد التسلسل الزمني الحقيقي لهذه الأسرة في ظل قلة الآثار التي يرجع تاريخها لهذه الفترة. فلم يتم التعرف على العديد من أسماء ملوكهم إلا من خلال شظرات من نقوش ناقصة أو من خلال الجعارين. والجدول التالي يوضح أسماء ملوكها بالترتيب الذي إرتئاه كلا من Dodson و Hilton و Ryholt.
إن باقي ملوك الأسرة الثالثة عشر الذين جائوا من بعد الملوك عاليه لم يتم توثيقهم إلا من خلال اللقى الأثرية المكتشفة في مصر العليا. وربما يدل ذلك على أنهم فضلوا أن ينقلوا مقر الحكم من العاصمة القديمة "إيثت-تاوي" إلى طيبة. ويعتقد Daphna Ben Tor أن ذلك كان نتيجة وقوع منطقة شرق الدلتا ومنف تحت غزو الحكام الكنعانيين. ويمثل ذلك الحدث لبعض المؤلفين نقطة الفصل بين نهاية الدولة الوسطى وبداية الفترة الإنتقالية الثانية. وقد قوبل هذا التحليل بالرفض من جانب كلاً من Ryholt و Baker حيث أشاروا إلى أن لوحة تتويج «سحقا-ن-رع سعنخ-بتحي»، التي كانت بالقرب من نهاية فترة حكم الأسرة الثالثة عشر، تشير بقوة أنه حكم ممف. ومما يُؤسف له أن بلد منشأ هذه اللوحة ما زال مجهولاً.

### «سوبك-حتب» الأول والثاني
يطرح Ryholt اسم الملك «سوبك-حتب» الأول (سخم-رع-خو-تاوي) على أنه أول ملك من ملوك هذه الأسرة. وهذا الطرح يُعتبر هو الفرضية السائدة في علم المصريات، ويتم الإشارة إلى «سوبك-حتب سخم-رع-خو-تاوي» في هذه المقالة بالإسم «سوبك-حتب» الأول إختصاراً. ومن ثم ينسب Ryholt إلى «سخم-رع-خو-تاوي سوبك-حتب الأول» فترة حكم إمتدت من ثلاث إلى أربعة أعوام حتى عام 1800 قبل الميلاد. ويقترح أن «خع-عنخ-رع سوبك-حتب الثاني» قد تلاه في الحكم لمدة 20 عاماً حتى عام 1780. ونجد أن Dodson و Hilton قد إعتقدوا كذلك أن سخم-رع-خو-تاوي سوبك-حتب الأول قد سبق خع-عنخ-رع سوبك-حتب الثاني.

### الخلفاء

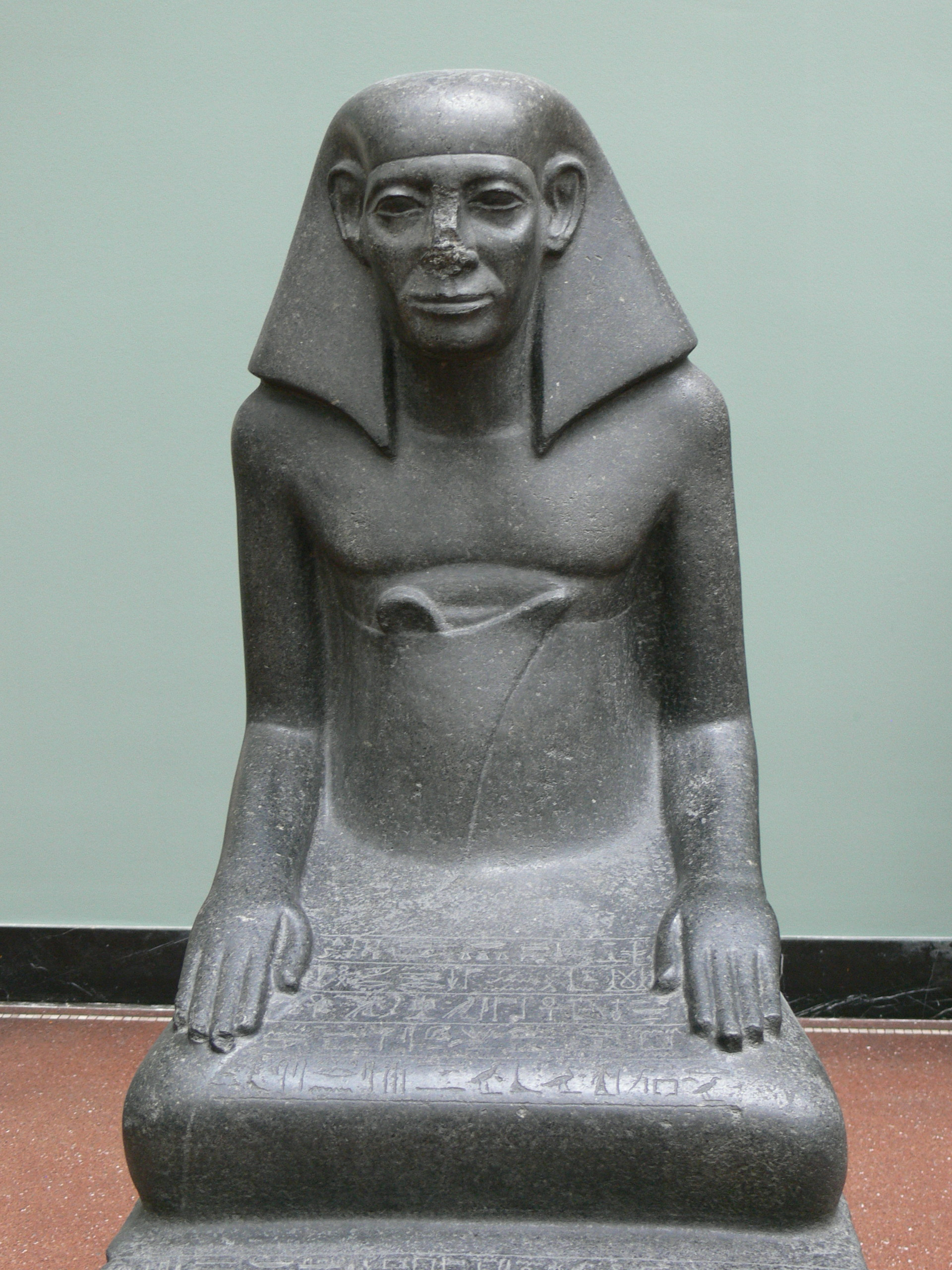
تمثال "جبو" حامل الختم الملكي و كبير مضيفين القصر ، الأسرة الثالثة عشر، 1700 قبل الميلاد، عُثر عليه في معبد آمون بالكرنك.

إنسحبت الحكومة من حصونها الجنوبية في نهاية الامر بعد أن تجاوزت عن تدهور النظام فيها، ولم ينقضى إلا وقت قصير حتى قامت دولة كوش النوبية الناشئة بإعادة إحتلالها. أما في الشمال فقام الهكسوس بإجتياح مصر السفلى، وكانوا يتكونوا من شعوب سامية تسللت إلى مصر عن طريق شبه جزيرة سيناء، وقاموا بتشكيل الأسرة الرابعة عشر من سلالة مستقلة من الملوك في غرب الدلتا آواخر الأسرة الثالثة عشر. ووفقاً لرواية مانيتون، فإنه في ظل ذلك الوضع غير المستقر آتى غزاة من الشرق يُطلق عليهم الهكسوس الذين إستولوا على الأراضي المصرية «بدون أن يتم إطلاق ضربة أي سهم من السهام، وبعد أن تغلبوا على حكام الأراضي المصرية، قاموا بإحراق المدن بطريقة مأساوية، وقاموا بتسوية معابد الآلهة بالأرض...» ويُقال أن نظامهم (الأسرة الخامسة عشر) حلت محل الأسرة الثالثة عشر والرابعة عشر في معظم البلاد.
إن الإكتشافات الحديثة في إدفوا قد تشير إلى أن هكسوس الأسرة الخامسة عشر كانوا موجودين بالفعل على الأقل بحلول منتصف الأسرة الثالثة عشر تحت حكم الملك سوبك-حتب الرابع. ونجد في ورقة بحثية قد تم نشرها مؤخراً عن مصر والشام، قيام Nadine Moeller و Gregory Marouard و N. Ayers بدراسة إكتشاف مبنى إداري هام يعود إلى أوائل الأسرة الثانية عشر بالدولة الوسطى في شرق منطقة تل إدفوا بمصر العليا، وهو مبنى استمر قيد الاستخدام منذ أوائل عصر الانتقال الثاني حتى الأسرة السابعة عشر عندما تم إغلاقه بساحة كبيرة لصوامع الحبوب. وأدت الأعمال الميدانية التي قام بها علماء المصريات عام 2010 و 2011 في أطلال مبنى الأسرة الثانية عشر السابق الذي تم إستخدامه أيضاً خلال الأسرة الثالثة عشر إلى إكتشاف قاعة كبيرة مجاورة له ثبت أنها تحتوي على 41 ختماً عليها خرطوش الحاكم الهكسوسي خيان مع عدد 9 أختام تحمل اسم الملك سوبك-حتب الرابع من الأسرة الثالثة عشر. ويظهر ما تبقى من سياق هذه الأختام أن سوبك-حتب الرابع وخيان كانوا على الأرجح معاصرين لبعضهم البعض. وقد يعنى ذلك أن الأسرة الثالثة عشر لم تكن تسيطر على كامل الأراضي المصرية عندما تولى سوبك-حتب الرابع الحكم، وأنه يوجد تداخل كبير بين الأسرة الثالثة عشر والأسرة الخامسة عشر نظراً لآن سوبك-حتب الرابع لم يكن إلا حاكما في منتصف الأسرة الثالثة عشر؛ على الرغم أنه يُعتبر من أقوى ملوكها. ولذلك فإن إفادة مانيتون عن الاسرة الخامسة عشر الهكسوسية التي حلت محل الأسرة الثالثة عشر بطريقة عنيفة قد تكون دعاية مصرية لاحقة. وبدلاً من ذلك فلابد أن سلطة الأسرة الثالثة عشر في آخر عقودها قد انهارت في جميع أنحاء مصر وأن دولة الهكسوس في منطقة الدلتا استولت ببساطة على على منف وأنهت ملكية الأسرة الثالثة عشر. وعلى الرغم من ذلك فإن هذا التحليل وما أسفر عنه من استنتاجات قد لاقى إعتراضاً من عالم المصريات Robert Porter الذي جادل في أن خيان قد تولى الحكم بعد سوبك-حتب بكثير (توجد فجوة زمنية تُقدر بحوالي 100 عاماً بين الإثنين من خلال التتابع الزمني المعتاد)، وأن أختام الملك سوبك-حتب الثالث قد تم إستخدامها لفترة طويلة بعد وفاته. وبناء عليه فإن أختام سوبك-حتب الرابع قد لا تشير إلى أنه كان معاصراً لخيان.

## خلفية تاريخية
ان الفترة ما بين نهاية الدولة الوسطى وبداية الدولة الحديثة لا تزيد إلا قليلاً عن مائتى عام، وهي الفترة التي تضمنت الأسرتين المصريتين الثالثة عشرة والرابعة عشرة، ثم الأسرات الهكسوسية الثلاثة (من الخامسة عشرة إلى السابعة عشرة). والواقع أن مدة احتلال «الهكسوس» لمصر، لا تزيد عن المائة عام بسنوات قليلة.

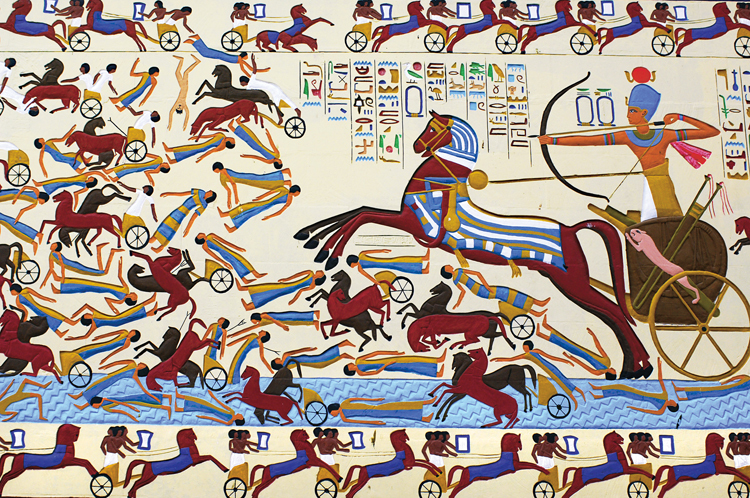
لوحة تمثل أحمس الأول يقاتل الهكسوس في معركة.

أن منطقة الشرق القديم كانت تموج بالتحركات والهجرات اعتباراً من عام 2000 ق.م، ونعرف أنه في فترة حكم الأسرة الثانية عشرة كان لمصر نفوذ سياسى واقتصادى وحضارى في منطقة الشرق الأدنى القديم، حتى أنه يمكن القول أن مصر كانت أقوى دول المنطقة، وأنها كانت تستفيد من الخيرات التي كانت تصلها من هذه البلاد، إلى جانب خيرات بلاد النوبة، وشمال أفريقيا، وجزر البحر المتوسط.
ولعله من المنطقى أن نلقى نظرة سريعة على ما كان يجرى في منطقة بلاد العراق وسوريا، معتمدين في ذلك على إحدى الوثائق البابلية التي توضح لنا الموقف في ذلك الحين. فقد جاء في هذه الوثيقة أنه كان هناك العديد من الملوك والحكام الذين كان بعضهم يتبع الحاكم البابلى «حامورابى»، والبعض الآخر يتبع ملك «لارسا»، وهذا إلى جانب العديد من البيوت الحاكمة الأخرى. واستمرت الأمور على هذا الحال إلى أن تمكن «حامورابى» من القضاء على الحكام المنافسين له. ولكن سرعان ما تغيرت الأمور عندما تحركت إحدى الهجرات الجديدة الآتية من الجبال الشرقية، وظهر الشعب الذي يُعرف في التاريخ باسم «الكاسيين». وفي نفس الوقت تقريباً جاءت هجرة أخرى من الشمال لشعب آخر، وهو شعب «الحريين» أو «الحوريين»، وقد حدث - بطبيعة الحال - صدام بين هذه الهجرات الجديدة وبين السكان الأصليين.
ومنذ ذلك الوقت ازدادت الاضطرابات والقلاقل التي لم تكن مصر بمنأى عنها، خصوصاً أن حدودها الشرقية كانت عرضة لهجمات هذه الهجرات التي يغلب على الظن أن بعضها قد استقر في منطقة شرق الدلتا، وكان ذلك أثناء الفترة الأخيرة من حكم الأسرة الثالثة عشرة.
في بداية هذا العصر غزو الهكسوس مصر وبدأ من الأسرة الثالثة عشر حتي الأسرة السابعة عشر ولذلك لم يكن لهذه الأسرات العديد من الاثار التي تدل علي فترة حكمهم. وملوك هذه الأسرة حوالي سبعين ملكا، وقد فقد الجزء الخاص بملوك هذه الأسرة من أهم المصادر وهي بردية تورين وما وصل إلينا عبارة عن قطع ممزقة بها ملوك الجزء الأول من هذه الأسرة. وكانت مدينة طيبة هي العاصمة لملوك هذه الأسرة.

## سقوط الأسرة
إستغل أمراء منطقة سخا فرصة ضعف الأسرة الثالثة عشرة وإستقلوا بإقليمهم متخذين من مدينة سخا الحالية بمحافظة كفر الشيخ عاصمة لهم مؤسسين بذلك الأسرة الرابعة عشرة لكن هذه الأسرة لم تستمر طويلا بدورها بعد سقوط الأسرة الثالثة عشرة.
وهكذا توزع حكم مصر في هذه الفترة من تاريخها بين ملوك الأسرة الثالثة عشرة في الجنوب وأمراء سخا في غرب الدلتا بينما كان الهكسوس يسيطرون على شرقها حيث إتخذوا من مدينة (أواريس) الواقعة في شرق الدلتا عاصمة لهم كما إتخذوا من الإله المصرى ست معبودا لهم وووضعوا اسم الإله رع في ألقابهم الملكية مما يدل على تأثرهم وذوبانهم في الثقافة المصرية على نحو ما.

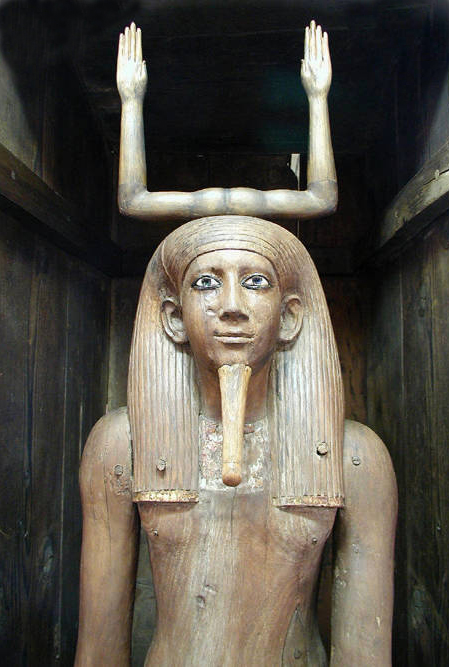
حور أويبري (ملك فرعوني)

وكلمة الهكسوس هي تحريف للكلمتين المصريتين حقاو وخاسوت التي تعنى حكام الأراضى الأجنبية وهي أحد التسميات التي أطلقها المصريون على الآسيويين بشكل عام وقد ترجمها مانيتون في تاريخه بمعنى ملوك الرعاة أما يوسيفيوس اليهودى فقد ترجمها في كتابه (تاريخ اليهود) والذي نقل فيه فقرات كثيرة من كتاب مانيتون المفقود بمعنى الأسرى الرعاة وربط بينهم وبين شعب إسرائيل الذي دخل مصر في حدود ذلك الوقت أيضا ولكن أفضل الافتراضات في هذا الخصوص هي أن شعب إسرائيل كان مجرد فصيل من فصائل الهكسوس الذين سيطروا على الوجه البحرى ولم يشكل كل فصائلهم وأنه قد دخل مصر معهم في حدود نفس التاريخ التي إجتاحت فيه الشعوب البدوية مصر من الشرق بسبب ظروف الجفاف التي شملت إقليم شرق المتوسط في ذلك الوقت بدليل وجود اسم (يعقوب حار والذي عرف أيضا باسم يعقوب بعل) ضمن أسماء ملوك الهكسوس، وبشكل عام فهناك شبه إتفاق بين علماء المصريات على أن اليهود أو العبرانيين قد دخلوا مصر مع الهكسوس أو في زمن احتلال الهكسوس لمصر بأقل تقدير ولكن تاريخ خروجهم منها فمازال محل خلاف بين العلماء.
وهناك نظريات كثيرة تعالج هذا الموضوع الهام بعضها يأخذ برواية يوسيفيوس المنقولة عن مانيتون بأن تاريخ الدخول حدث في عهد الهكسوس وكان الخروج في عهد أحمس الأول مع الهسكوس وأن أوزرسيف الذي حاصره أحمس في شاروهين هو موسى نفسه ومن أهم العلماء الذين يؤيدون هذا الرأي ألن جاردنر عالم المصريات الشهير، ومع ذلك فإن النظرية المقابلة الأخرى التي ترجح خروجهم في عصر رمسيس الثاني وابنه مرنبتاح تبدو هي الأقٌوى وذلك بسبب النص القاطع – وأسباب أخرى – الذي عثر عليه في لوح أثري منسوب إلى عصر مرنبتاح والذي يعدد فيه الفرعون منجزاته ويشير في إحداها إلى قضائه على شعب إسرائيل صراحة ولكن الواقع أن هذا الموضوع الهام من موضوعات التاريخ المصرى القديم مازال محل جدل حتى اليوم.
وهناك كثير من النظريات الأخرى التي تعالج هذا الموضوع والتي عالجها الدكتور محمد بيومي مهران في كتابه (بنى إسرائيل) وربما تساعد الاكتشافات الأثرية المستقبلية على حسمه بشكل نهائى ولكن وفي كل الأحوال فمن المؤكد أن الحقيقة التاريخية بهذا الخصوص- وأى كانت – تختلف تماما عن الرواية الدينية التي ذُكرت في قصة الخروج في العهد القديم والتي فسرت دخول وخروج شعب إسرائيل من مصر بأسباب دينية تماما بينما هي في الواقع سياسية افتصادية تماما وذلك لإن اليهود عندما بدأوا في تسجيل تاريخهم في العهد القديم بعد العودة من المنفى في بابل بواسطة الكاهن عيزرا ومن تبعه من الكهنة خلال القرن الخامس قبل الميلاد فقد إعتمد هؤلاء منهجا دينيا أسطوريا لتفسير أحداث التاريخ القديم والتي كان قد مر على وقوعها عدة قرون عندما بدأوا في تسجيلها ولذا فقد غلب عليها طابع الخيال الدينى أكثر من طابع الكتابة التاريخية.
وعلى كل حال فبنهاية عهد الأسرة الثالثة عشرة إنقسمت مصر إلى ثلاثة ممالك رئيسية هي مملكة الهكسوس التي كانت تسيطر على الدلتا ومصر الوسطى، ومملكة طيبة التي ظهرت في الصعيد وشكلت الأسرة السابعة عشرة وكانت تسيطر على الصعيد، ثم مملكة النوبة التي كان يحكمها أمير نوبى يسيطر على الجنوب من الفنتين حتى كرما وكان حليفا للهكسوس.
ومن الواضح أنه منذ نهاية عهد الأسرة الثالثة عشرة لم يجرؤ أحد من الأمراء المستقلين على إدعاء الملك وتحدى الهكسوس وذلك حتى تجرأ أمراء الصعيد مؤسسى الأسرة السابعة عشرة على إتخاذ ألقاب الفراعين وتحدى نفوذ الهكسوس في الشمال.
ونعرف من وثيقة متأخرة من عصر الرعامسة عرفت باسم (بردية ساليه) كيف بدأ النزاع بين ملوك طيبة وبين الهكسوس إذ نعرف من هذه البردية أن الملك سقنن رع (الثانى) كان في ذلك الوقت حاكما على طيبة وكان معاصرا لملك الهكسوس أبوفيس (أبيبى) الذي أرسل يطلب منه إسكات أفراس النهر في مياه طيبة لإنها تزعجه وهو في قصره في الدلتا وذلك كما يبدو على سبيل إستفزازه وإهانته بشكل متعمد. ومن فحص مومياء سقنن رع المحفوظة الآن في المتحف المصرى نرى أن صاحبها قد مات متأثرا من جراح كثيرة في صدره وضربة فأس في رأسه مما يرجح أن يكون هذا الملك قد مات في الحرب التي بدأت مع الهكسوس في عهده على أثر تلك الحادثة.

## معرض صور

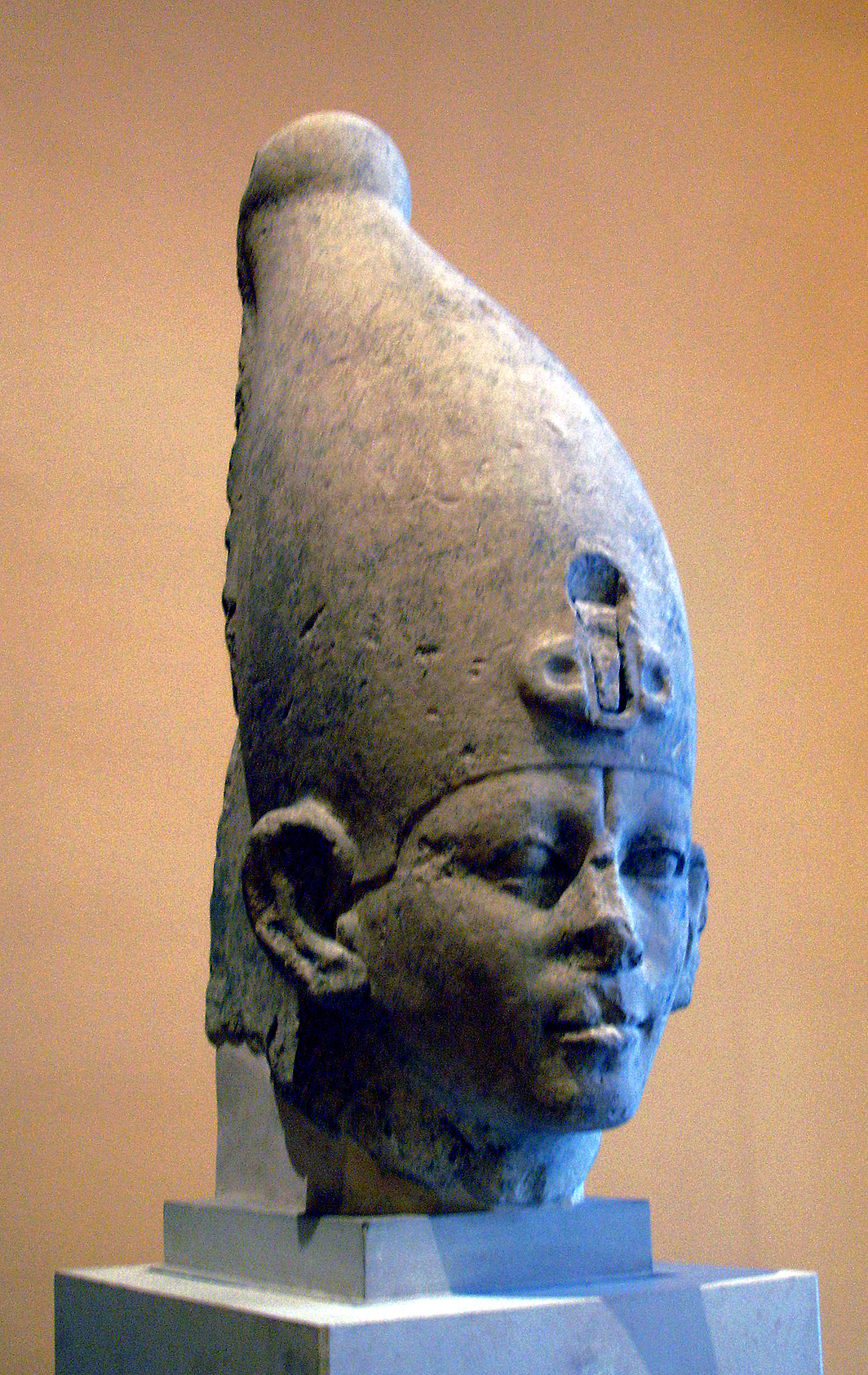
سخم رع خوتاوي سبك حتب
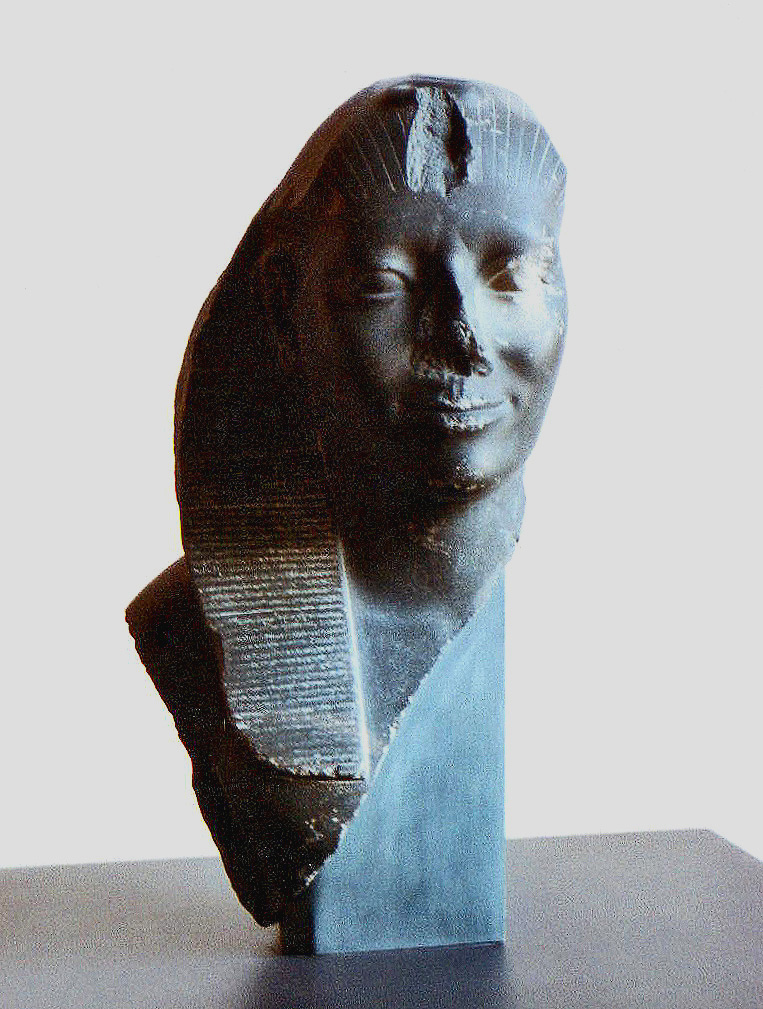
سيخهيمكاري
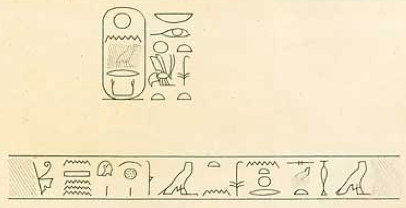
نيريكاري
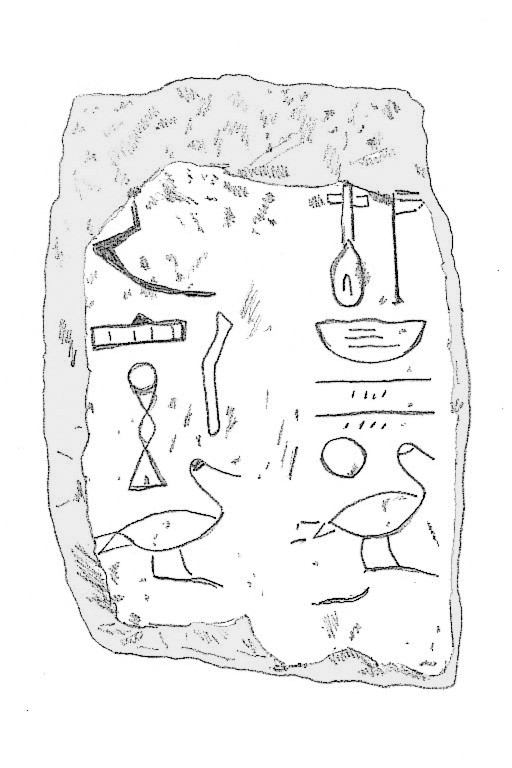
أمني كيماو
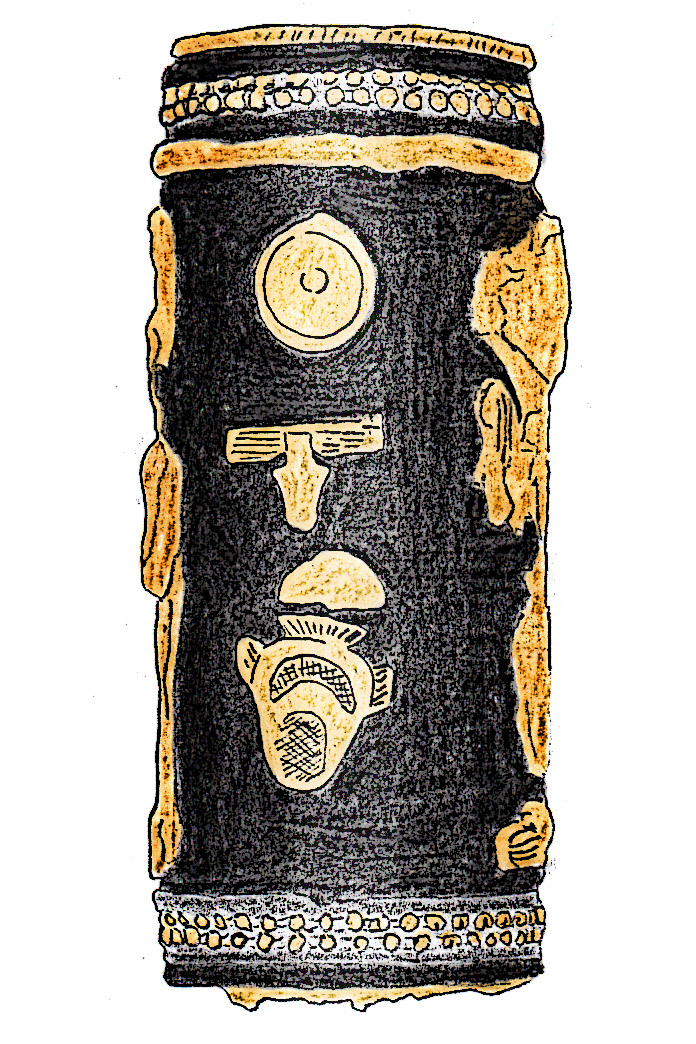
رسم مقبض صولجان احتفالي باسم الملك هوتيبيبري.
قطعة أثرية من الحجر وهي جزء من باب معبد نُقش عليها اسم الملك سوبك حتب الثاني . معروضة في متحف اللوفر
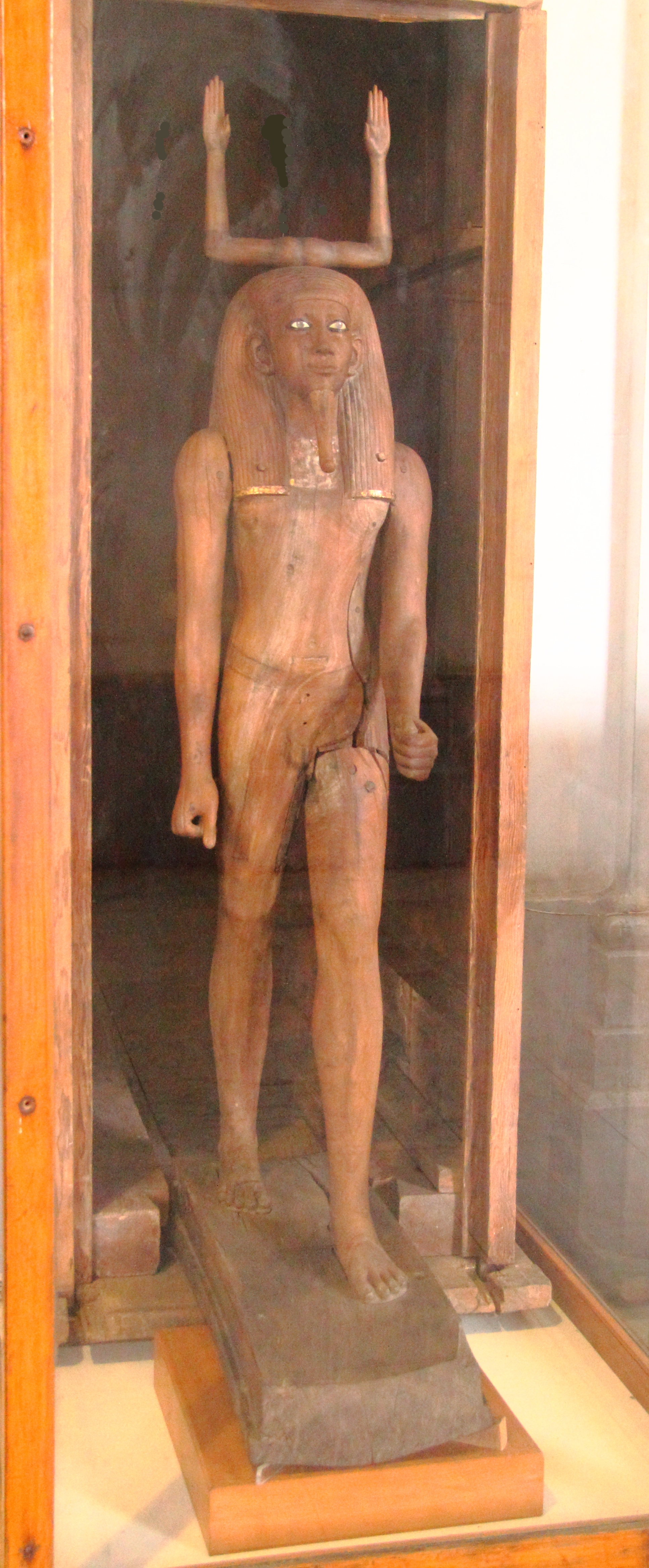
حور أويبري
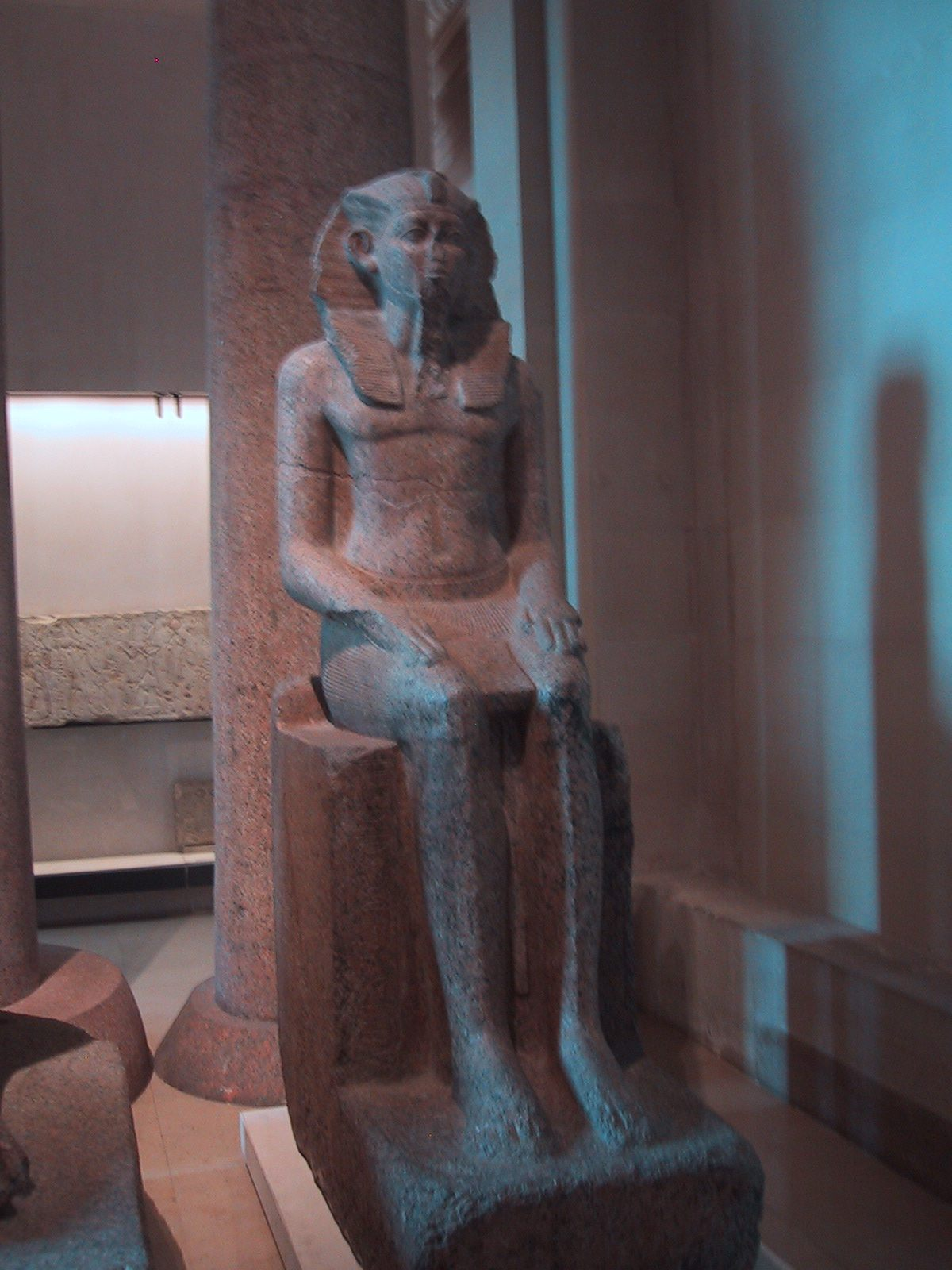
تمثال للملك سوبك حتب الرابع. متحف اللوفر
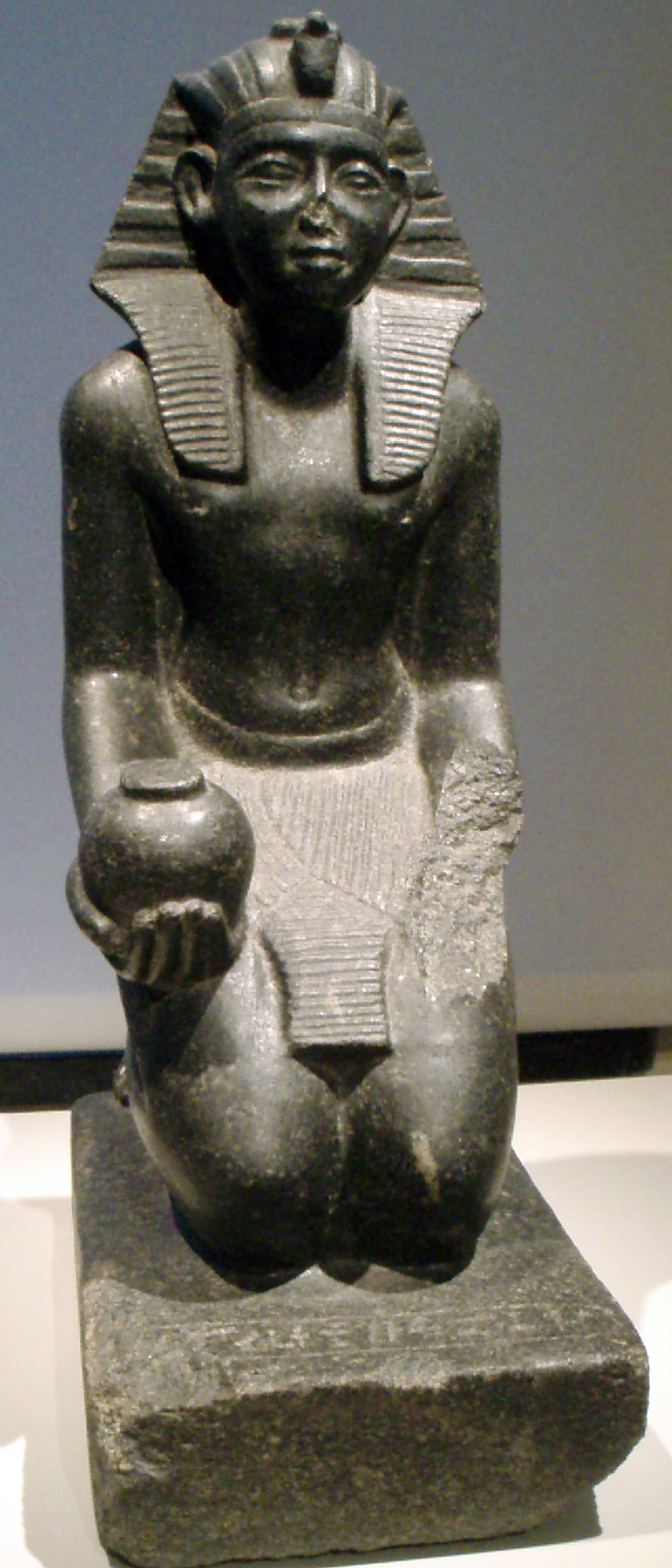
تمثال للملك سوبك حتب السادس ، معروض في متحف ألتيس ، برلين
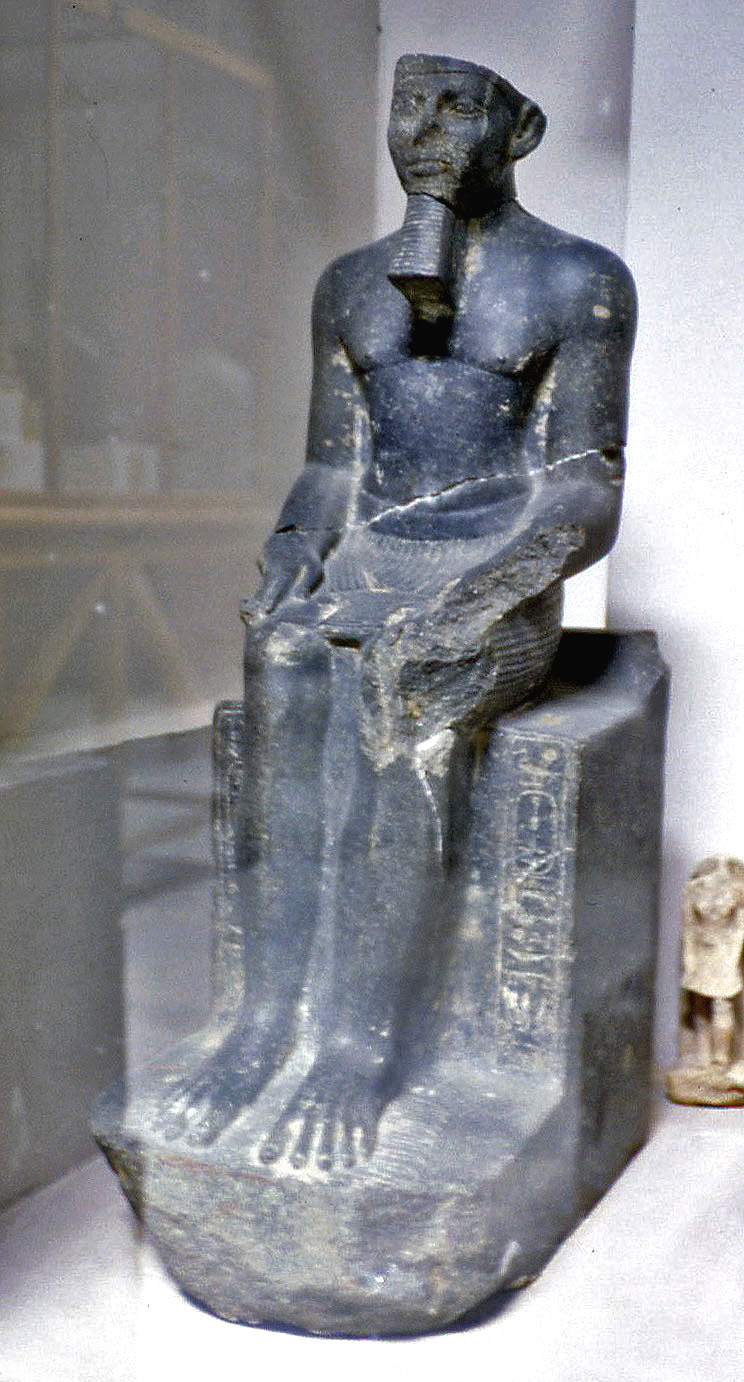
تمثال لمرسخيمري نفر حتب الثاني ، الذي يمكن أن يكون هو نفس شخص مرسخيمري إنيد. المتحف المصري (CG 42024).
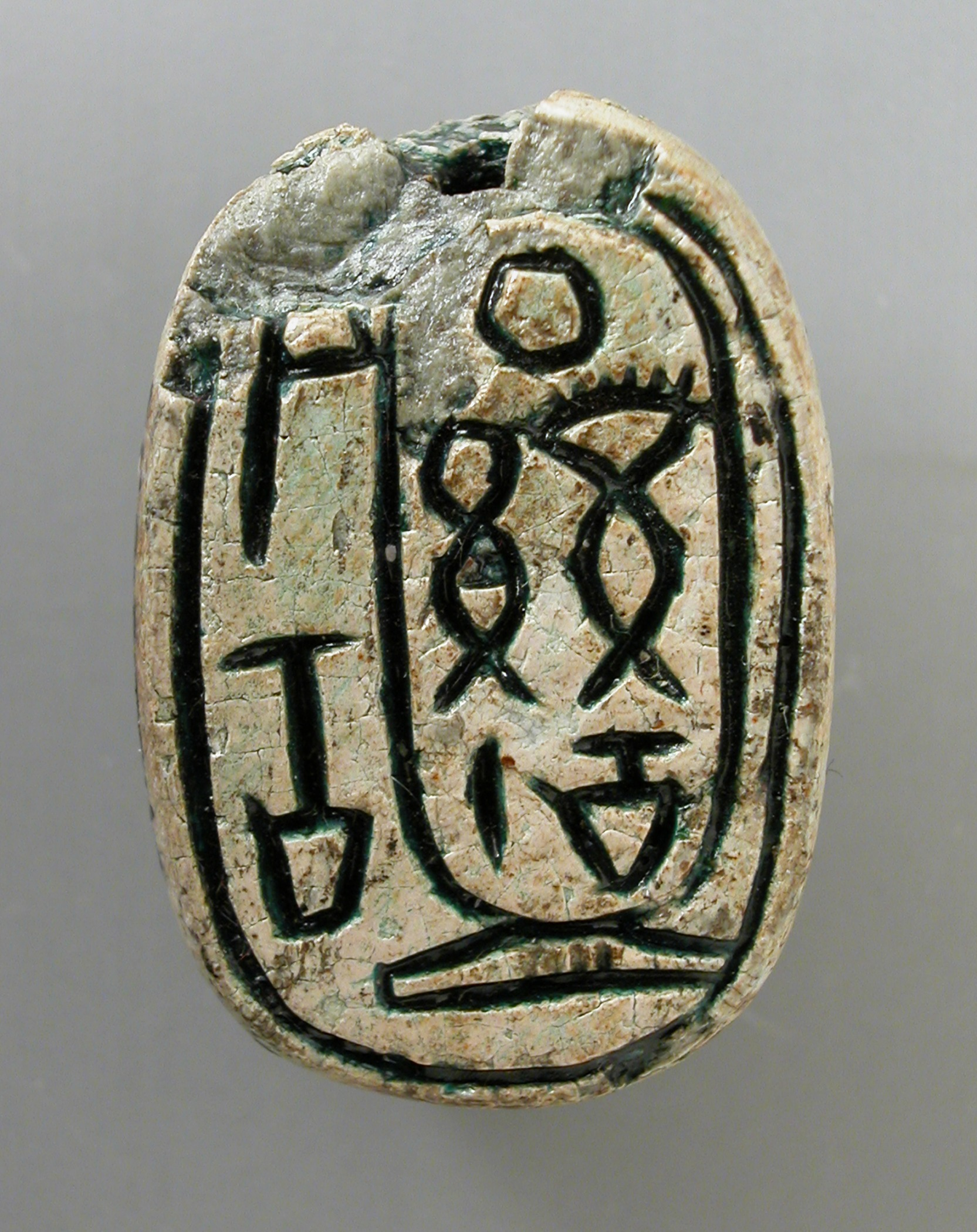
ختم الملك وهيبري إيبياو
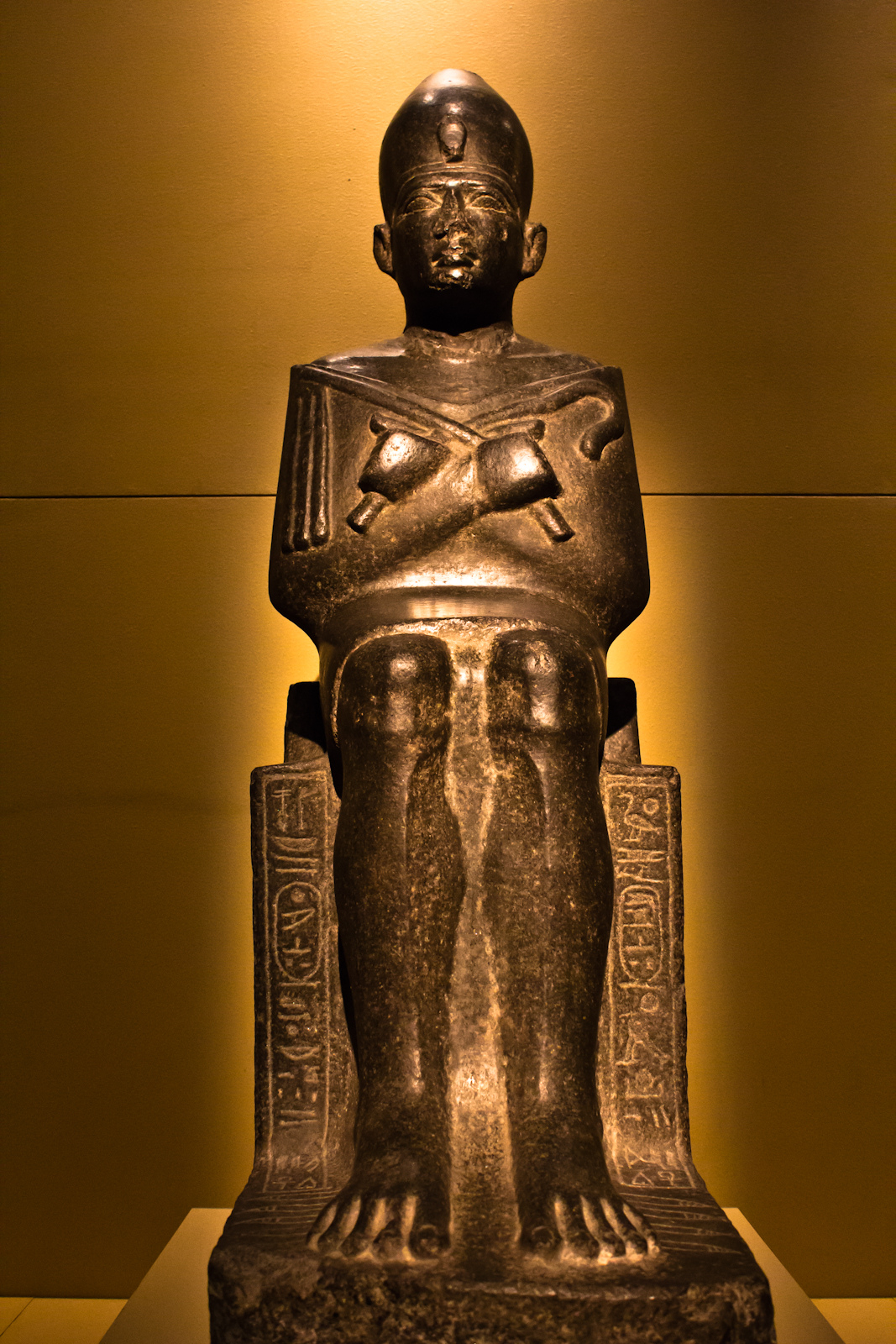
تمثال جالس للملك سوبك حتب الخامس .متحف القاهرة